# Anna Cartan
Pour les articles homonymes, voir Cartan.
Anna Cartan est une mathématicienne française née le 15 mai 1878 à Dolomieu et morte le 11 avril 1923 à Paris 17e.

## Biographie

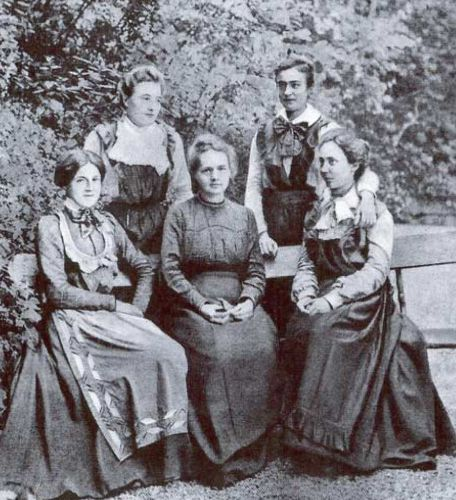
Debout, de gauche à droite : Marthe Baillaud et Anna Cartan. Assises : Madeleine, Marie Curie et Eugénie Cotton.

Anna Cartan est la plus jeune fille d'Anne Florentine Cottaz (1841–1927) et de Joseph Antoine Cartan (1837–1917), forgeron à Dolomieu. Elle une sœur aînée, Jeanne-Marie (1867-1931), qui est devenue couturière, et deux frères, Léon (1872-1956), qui est devenu forgeron auprès de son père, et Élie (1869-1951), qui est devenu mathématicien  et père d'une famille de mathématiciens, notamment son premier fils, Henri Cartan. 
Anna Cartan entre à l'École normale supérieure de jeunes filles de Sèvres en 1901. Elle y a pour professeurs Marie Curie et Jules Tannery, et pour condisciples Eugénie Feytis, future directrice de l'école, ainsi que Marthe Baillaud, la nièce de Jules Tannery. Elle passe l'agrégation de mathématiques en 1904 et devient professeur au lycée de Poitiers, de 1904 à 1906, puis à Dijon de 1906 à 1908. En 1908, elle bénéficie d'une bourse Albert Kahn pour voyager autour du monde pendant un an, voyage au cours duquel elle passe par les États-Unis, le Québec, le Mexique et Cuba, et visite un certain nombre d'institutions,. De retour à Dijon, elle y enseigne jusqu'en 1916. Puis elle enseigne au lycée Jules Ferry à Paris et à l'école d'application de Sèvres, annexée à l'école normale, jusqu'en 1920. 
En 1912 et 1913, Anna a écrit deux livres sur l'arithmétique et la géométrie pour les filles, et plus tard, elle a coécrit avec son frère Élie deux autres manuels pour les garçons et les filles.
Elle meurt en 1923, d'un cancer.

## Publications
- Arithmétique et géométrie, première année, enseignement secondaire des jeunes filles, par Anna Cartan, 1912 et 1921.
- Arithmétique, enseignement secondaire des jeunes filles, deuxième année, par Anna Cartan, 1913 et 1918.
- Arithmétique, enseignement secondaire, garçons et jeunes filles, classes de 4ème et de 3ème, par Anna Cartan et Elie Cartan, 1928 et 1931.
- Arithmétique, enseignement secondaire, garçons et jeunes filles, classes de 6ème et de 5ème, par Anna Cartan et Elie Cartan, 1926.